# Chi Nhài
Chi Nhài hay chi Lài hay còn gọi là hoa Lài (danh pháp khoa học: Jasminum) là một chi cây leo có 200 loài thuộc họ Nhài (Oleaceae).

## Mô tả
Cây nhỡ có khi leo, cao 0,5-3m, có nhiều cành mọc xoà ra. Lá hình trái xoan bầu dục, bóng cả hai mặt, có lông ở dưới, ở kẽ những gân phụ. Cụm hoa ở ngọn, thưa hoa. Lá bắc hình sợi. Hoa màu trắng, thơm ngát. Quả hình cầu, màu đen bao bởi đài tồn tại, có 2 ngăn.

## Bộ phận dùng
Hoa, lá và rễ - Flos, Folium et Radix Jasmini.

## Phân bố

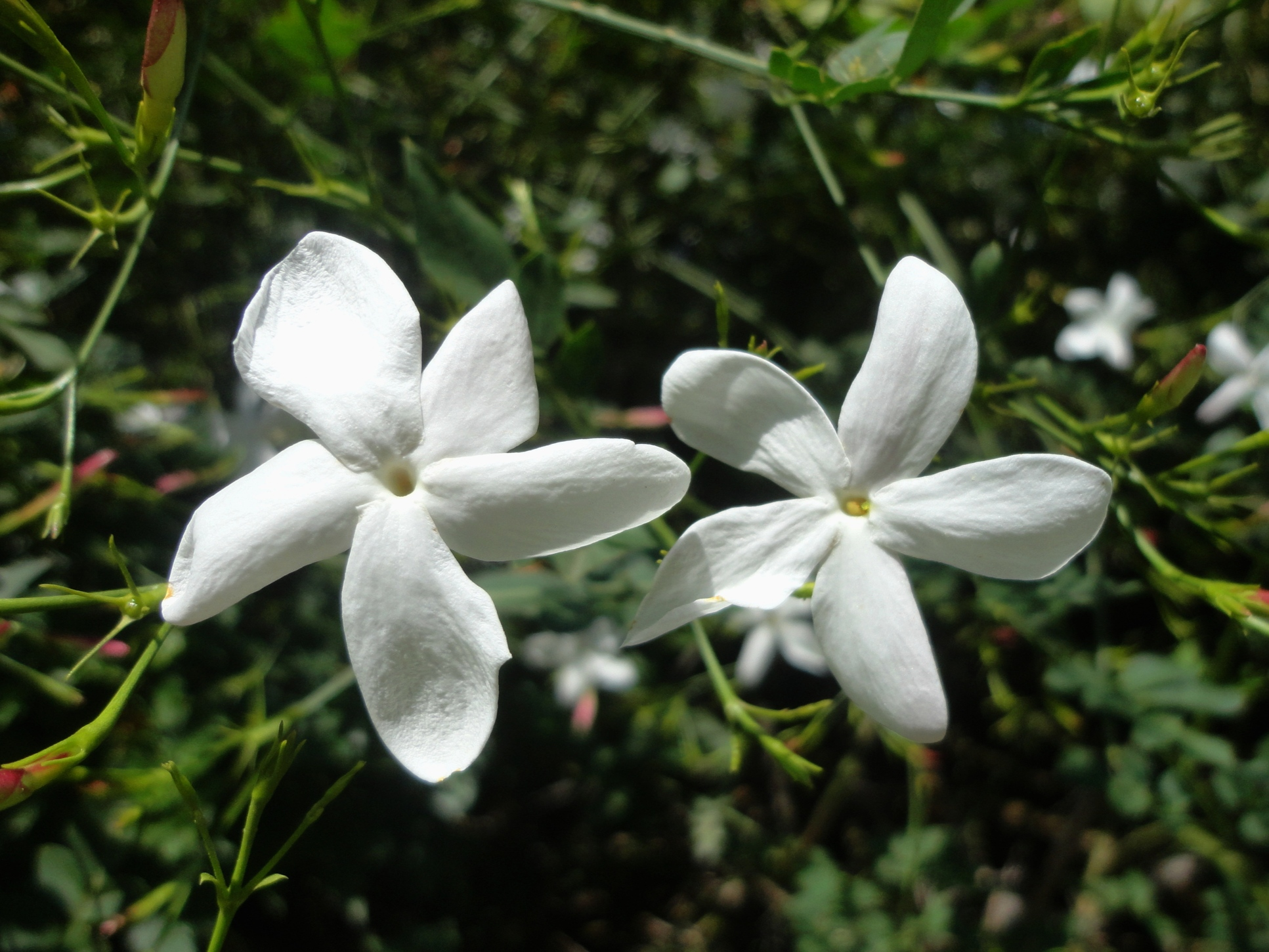
Hình ảnh về hoa nhài

Hoa lài có nguồn gốc từ các vùng nhiệt đới và cận nhiệt đới của Á-Âu, Châu Phi, Châu Úc và Châu Đại Dương, mặc dù chỉ có một trong số 200 loài có nguồn gốc bản địa châu Âu. Trung tâm đa dạng của chúng là ở Nam Á và Đông Nam Á.
Một số loài hoa nhài đã nhập nội vào vùng Địa Trung Hải thuộc châu Âu. Ví dụ, loài hoa nhài Tây Ban Nha (Jasminum grandiflorum) có nguồn gốc từ Tây Á, tiểu lục địa Ấn Độ, Đông Bắc Châu Phi và Đông Phi và hiện đã được nhập nội vào bán đảo Iberia.
Jasminum fluminense (đôi khi được gọi không chuẩn là "hoa nhài Brasil") và Jasminum dichotomum (hoa nhài Gold Coast) là những loài thực vật xâm lấn ở Hawaii và Florida, Mỹ. Jasminum polyanthum (còn được gọi là nhài hồng) là một loại cỏ dại xâm lấn ở Úc.

## Thu hoạch
Hoa thường dùng để ướp trà hoặc để làm thơm thức ăn. Vào mùa thu đông, đào lấy rễ, rửa sạch, thái nhỏ, phơi hay sấy khô. Lá thu hái quanh năm. Hoa thu hái vào hè thu, khi mới nở, dùng tươi hay phơi khô.

## Thành phần hoá học
Chỉ mới biết trong hoa có một chất béo thơm, hàm lượng 0,08%. Thành phần chủ yếu của chất béo này là parafin, ester formic acetic-benzoic-linalyl và este anthranylic metyl và indol.

## Tính vị, tác dụng
Hoa và lá nhài có vị cay và ngọt, tính mát; có tác dụng trấn thống, thanh nhiệt giải biểu, lợi thấp. Rễ có vị cay ngọt, tính mát, hơi có độc; có tác dụng trấn thống, gây tê, an thần.

## Một số loài
| - Jasminum albicalyx - Jasminum amplexicaule - Jasminum angulare - Jasminum angustifolium - Jasminum arborescens - nhài núi, vằng núi - Jasminum attenuatum - Jasminum auriculatum - Jasminum azoricum - Jasminum beesianum - Jasminum cinnamomifolium - nhài lá quế - Jasminum coffeinum - Jasminum craibianum - Jasminum cuspidatumkmkm - Jasminum dichotomum - Jasminum dispermum - Jasminum duclouxii – nhài Ducloux, nhài ở bụi - Jasminum elongatum - Jasminum flexile - Jasminum floridum - Jasminum fluminense – nhài châu Phi - Jasminum fruticans - Jasminum fuchsiifolium - Jasminum grandiflorum – nhài Tây Ban Nha - Jasminum guangxiense - nhài Quảng Tây - Jasminum hongshuihoense - nhài Hồng Thủy - Jasminum humile – nhài vàng - Jasminum lanceolaria - nhài lá mác, nhài thon - Jasminum lang - nhài lang - Jasminum latifolium - nhài lá rộng - Jasminum laurifolium - nhài lá quê | - Jasminum longitubum - nhài ống dài - Jasminum mesnyi – nhài anh thảo - Jasminum microcalyx - nhài đài nhỏ - Jasminum molle - nhài Ấn Độ - Jasminum multiflorum –nhài nhiều hoa (Trachelospermum jasminoides) - Jasminum nervosum - nhài gân, nhài mạng - Jasminum nintooides - Jasminum nitidum - nhài sáng bóng - Jasminum nudiflorum – nhài mùa đông - Jasminum odoratissimum - Jasminum officinale – nhài thường - Jasminum parkeri - Jasminum pentaneurum - nhài năm gân - Jasminum pierreanum - nhài Pierre - Jasminum polyanthum - nhài hồng - Jasminum prainii - Jasminum pubescens- nhài nhiều hoa - Jasminum rehderianum - Jasminum rex - nhài vua - Jasminum roxburghianum - Jasminum rufohirtum - Jasminum sambac – nhài - Jasminum seguinii - Jasminum sinense - Jasminum stephanense - Jasminum subglandulosum - Jasminum subhumile - Jasminum subtriplinerve - vằng - Jasminum tonkinense - nhài Bắc Bộ - Jasminum urophyllum - Jasminum wengeri - Jasminum yuanjiangense nhài Nguyên Giang |